# Gerhard Lubich

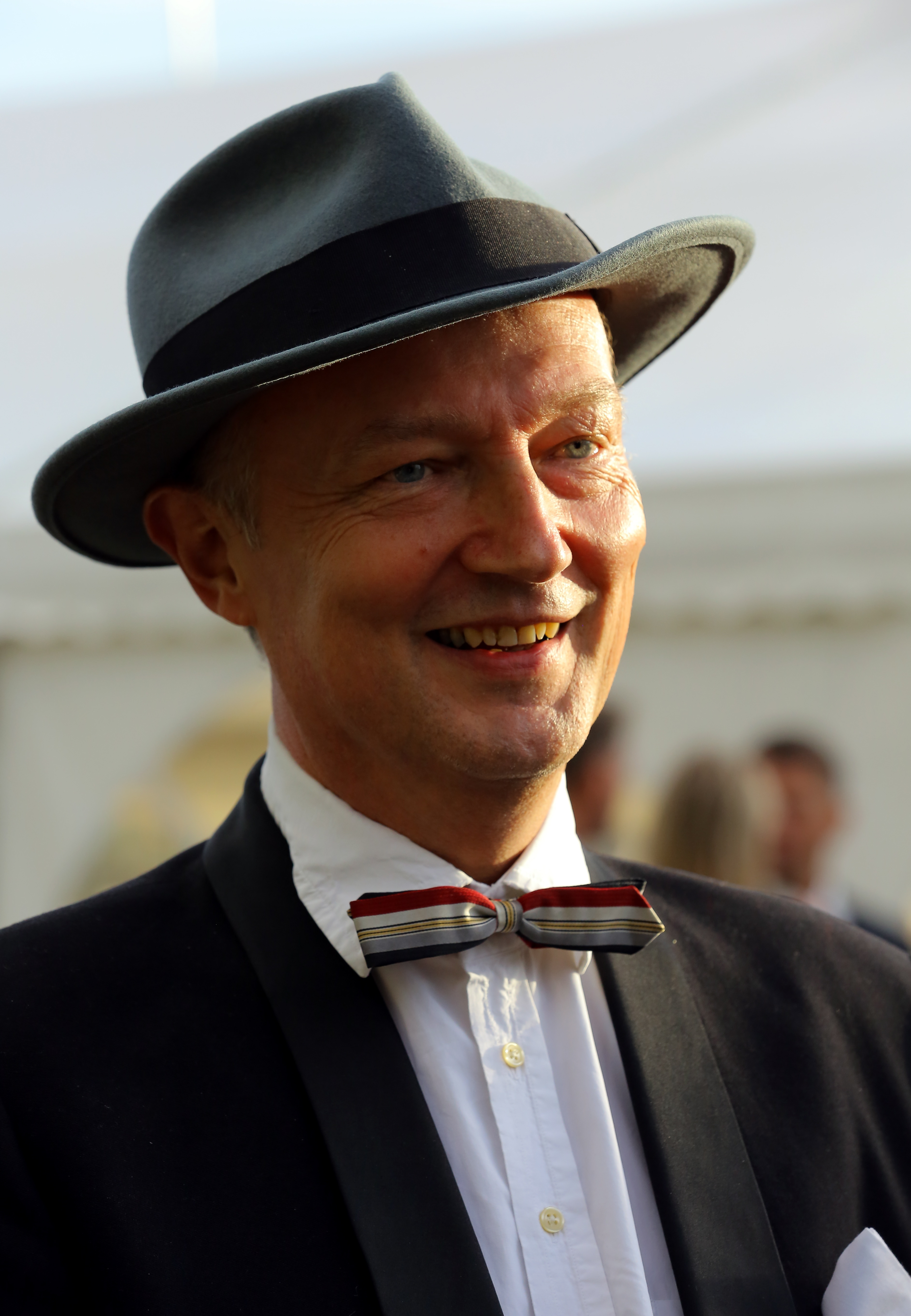
Gerhard Lubich

Gerhard Lubich (* 21. September 1964 in Ludwigsburg) ist ein deutscher Historiker und Hochschullehrer.

## Leben
Gerhard Lubich studierte ab 1986 Geschichte und Romanistik an der Universität zu Köln. Nach dem Ersten Staatsexamen/Lehramt (1993) wurde er dort 1996 mit einer von Odilo Engels betreuten Arbeit promoviert. Lubich arbeitete in Köln bis 2005, bis 2001 als wissenschaftlicher Mitarbeiter am Historischen Seminar, danach als Angestellter der Akademie der Wissenschaften und Literatur Mainz bei dem Projekt Regesta Imperii Kaiser Heinrichs IV., das von Tilman Struve geleitet wurde. Zwischen 2001 und 2005 war er zudem Lehrbeauftragter für Mittelalterliche Geschichte an der Heinrich-Heine-Universität in Düsseldorf, wo 2004 seine von Johannes Laudage betreute Habilitationsschrift über Verwandtschaft im Früh- und Hochmittelalter angenommen wurde. Von 2005 bis 2006 vertrat Lubich die Hochschuldozentur für Historische Hilfswissenschaften an der Ruhr-Universität Bochum. Seit 2007 ist er Inhaber einer W2-Professur für die Geschichte des Früh- und Hochmittelalters und Historische Hilfswissenschaften am Historischen Institut der Ruhr-Universität Bochum.
Lubich wurde 2008 die Co-Leitung des Regestenprojekts zu Heinrich IV. übertragen, das er seit 2014 bis zu seinem Abschluss 2020 federführend leitete. Seit der Neufestsetzung der Projektlaufzeit der Regesta Imperii (auf 2015–2033) ist er dort für die hochmittelalterlichen Herrscherregesten zuständig und verantwortet die Herausgabe der Bände zu den salischen Herrschern Heinrich III. und Heinrich V.; zu beiden Herrschern veranstaltete er 2011 und 2016 publizierte Fachtagungen. Zudem ist er Mitglied verschiedener historischer Vereinigungen und hat mehrere internationale Fellowships wahrgenommen.
In der Selbstverwaltung der Ruhr-Universität Bochum war er 2013–2014 Geschäftsführender Leiter des Historischen Instituts, 2014–2016 Dekan der Fakultät für Geschichtswissenschaften, Mitglied im dortigen Fakultätsrat (2017–2020) und seit 2020 Mitglied im Senat.

## Forschungsschwerpunkte
Als Teilprojektleiter der Regesta Imperii ist Lubich zuständig für die Dokumentation herrscherlichen Handelns vornehmlich in der Salierzeit. Die Erarbeitung und Publikation mehrerer Teilfaszikel ging einher mit der Herausgabe zweier einschlägiger Tagungsbände sowie einer Anzahl von Aufsätzen, die sich den Möglichkeiten digitaler Verarbeitung von Quellen, methodischen Grundsatzfragen und Forschungsperspektiven widmen. Die Mehrzahl seiner Arbeiten widmet sich jedoch Fragen sozialer und regionaler Gruppenbildung. In seiner Dissertation (1996) befasste er sich mit der Etablierung von Herrschaftsräumen in der Francia orientalis, also Rhein- und Mainfranken, ausgehend von der Karolinger- bis in die Stauferzeit. In seiner Habilitationsschrift (2008) stellte Lubich die These auf, dass die Verwandtschaftsbeziehungen im Frankenreich des Früh- und Hochmittelalters von der Forschung in ihrer politischen Bindewirkung bislang überschätzt wurden, wie sich aus der Analyse der mittelalterlichen lateinischen Terminologie schließen lässt. „Verwandtsein“ stellte demnach lediglich eine Möglichkeit, nicht aber eine Verpflichtung für Bündnisbildung und Beistand dar, was mittelalterliche Akteure eher als politisch bewusst Handelnde denn als Verwandtschaftnormen Unterworfene erscheinen lässt. Hinzu veröffentlichte er eine Reihe von Aufsätzen zur hochmittelalterlichen Adelsgeschichte.
Anlässlich des 850-jährigen Stadtjubiläums legte Lubich im Jahre 2006 eine „von den Anfängen bis zum Ausgang des Mittelalters“ reichende Darstellung der Reichsstadt Schwäbisch Hall vor. Der Schwerpunkt dieser Darstellung liegt auf dem Spätmittelalter. Des Weiteren publizierte er eine vornehmlich für Studienanfänger gedachte Einführung in die mittelalterliche Geschichte.
Ein weiterer Schwerpunkt ist die hochmittelalterliche Herrschergeschichte. Neben einer Reihe von Aufsätzen zuletzt (2024) erschien von Lubich eine Biographie Heinrichs V., die als erste moderne monographische Würdigung des letzten Saliers gelten kann.

## Schriften
Monographien
- Auf dem Weg zur „Güldenen Freiheit“ (1168). Herrschaft und Raum in der Francia orientalis von der Karolinger- zur Stauferzeit (= Historische Studien. Bd. 449). Matthiesen, Husum 1996, ISBN 3-7868-1449-X.
- Geschichte der Stadt Schwäbisch Hall. Von den Anfängen bis zum Ausgang des Mittelalters. Gesellschaft für Fränkische Geschichte, Würzburg 2006, ISBN 3-86652-952-X.
- Verwandtsein. Lesarten einer gesellschaftlich-politischen Bindung (6.–12. Jahrhundert) (= Europäische Geschichtsdarstellungen. Bd. 16). Böhlau, Köln u. a. 2008, ISBN 3-412-20001-8.
- Das Mittelalter (= UTB. Bd. 3106). Schöningh, Stuttgart 2010, ISBN 978-3-8252-3106-4.
- Heinrich V. Der letzte Salierkaiser. wbg Theiss in der Verlag Herder GmbH, Freiburg 2024, ISBN 978-3-534-61015-0.

Herausgeberschaften
- mit Dirk Jäckel (Hrsg.): Heinrich III. Dynastie – Region – Europa (= Forschungen zur Kaiser- und Papstgeschichte des Mittelalters. Bd. 43). Böhlau, Köln u. a. 2018, ISBN 978-3-412-51148-7.
- Heinrich V. in seiner Zeit. Herrschen in einem europäischen Reich des Hochmittelalters (= Forschungen zur Kaiser- und Papstgeschichte des Mittelalters. Bd. 34). Böhlau, Köln. u. a. 2013, ISBN 3-412-21010-2 (online).

Editionen und Regesten
Johann Friedrich Böhmer, Regesta Imperii, III: Salisches Haus:
Erste Abteilung: Die Regesten des Kaiserreichs unter Konrad II. (1024–1039)
- 2. Lieferung: Addenda und Corrigenda, Konkordanztafel, Quellen- und Literaturverzeichnis, Personen- und Ortsregister, bearb. v. Lubich, Gerhard unter Mitarbeit von Jäckel, Dirk; Klocke, Lisa und Weber, Matthias - Köln (u. a.) (2020), ISBN 3-412-52007-1.

Zweite Abteilung: Die Regesten des Kaiserreichs unter Heinrich III. 1028 (1016/17)-1056
- 1. Lieferung 1028 (1016/1017)-1043, bearbeitet von Gerhard Lubich unter Mitarbeit von Dirk Jäckel, vorgesehen für 2024.

Dritte Abteilung: Die Regesten des Kaiserreichs unter Heinrich IV.
- 2. Lieferung (1065–1075), bearbeitet von Tilman Struve unter Mitarbeit von Gerhard Lubich und Dirk Jäckel, Köln / Weimar / Wien 2010, ISBN 978-3-412-50597-4.
- 3. Lieferung (1076–1084), bearbeitet von Gerhard Lubich unter Mitarbeit von Dirk Jäckel, Köln / Weimar / Wien 2016, ISBN 978-3-412-50597-4.
- 4. Lieferung (1085–1106), bearbeitet von Gerhard Lubich unter Mitarbeit von Matthias Weber nach Vorarbeiten von Daniel Brauch, Köln / Weimar / Wien 2016, ISBN 978-3-412-50598-1.
- 5. Lieferung (Regesten der Gegenkönige, Literatur- und Quellenverzeichnisse, Konkordanzen und Register), bearbeitet von Gerhard Lubich unter Mitarbeit von Cathrin Junker, Lisa Klocke und Markus Keller; Köln / Weimar / Wien 2018, ISBN 978-3-412-51149-4.

Vierte Abteilung: Die Regesten des Kaiserreichs unter Heinrich V. 1099 (1081/1086?)-1125
- 1. Lieferung 1099 (1081/1086?)-1111, Gerhard Lubich unter Mitarbeit von Matthias Weber, vorgesehen für 2024